# Кифер, Людвиг Генрихович
Кифер, Людвиг Генрихович (1870 г., Германия — 1955 г., Москва) — немецкий, русский и советский учёный в области машиностроения, доктор технических наук, профессор (1900 г.) МВТУ им. Баумана и Московской горной академии, заслуженный деятель науки и техники РСФСР. Создатель и многолетний заведующий кафедры «Подъемно-транспортные машины и оборудование», первой в России, осуществлявшей подготовку специалистов высшей квалификации в области подъемно-транспортного машиностроения.

## Биография
Родился в Германии в 1870 г. Окончил ИМТУ в 1893 г. Работал инженером на заводе братьев Бромлей. В 1898 г. поступил в ИМТУ преподавателем черчения. В 1900 году получил звание профессора и начал читать курс «Грузоподъёмные машины».
В 1917—1919 работал ректором и профессором рабочего политехнического техникума в Москве. С 1919 г. профессор Московской горной академии, читал курс «Прикладная механика». В 1919—1935 также читал курс лекций в Московском институте народного хозяйства им. Плеханова.
Профессор МВТУ им. Баумана. В 1924 г. по его инициативе была образована кафедра «Подъемно-транспортные машины и оборудование», ставшая первой в России, осуществлявшей подготовку специалистов высшей квалификации в области подъемно-транспортного машиностроения. Руководил кафедрой более четверти века, с 1924 по 1950 г.
В 1928 году был назначен заведующим проектным отделом численностью 122 человека Всесоюзного машинотехнического синдиката (ВМТС). Под его руководством были построены и пущены ряд электротехнических установок (им разрабатывалась техническая часть), в том числе Каширская ГРЭС и Днепрогэс.
Скончался в 1955 году, похоронен в Москве на Ваганьковском кладбище (34 участок).

## Научная и образовательная деятельность
Автор изданной ещё в Германии книги «Пропедевтика машиностроения» (в СССР издана в 1928 г.), научных работ «Изгиб кривого бруса» (1904), «Прикладная механика» (1924), и главной своей работы — атласа «Грузоподъемные машины», выдержавшего шесть изданий в Российской империи и СССР (1907, 1910, 1922, 1948, 1956, 1957).
Выступил соавтором А. Ю. Пише при написании книги «Немецкая хрестоматия для русских технических училищ: Со словарем и объяснениями», выдержавшей с 1924 по 1931 год семь изданий.
Инициатор создания ряда научно-исследовательских и проектных организаций по подъемно-транспортным машинам. Непосредственно при его участии были проведены работы по анализу подъемно-транспортных машин, заложившие основы отечественной школы краностроения, научным содержанием которой стала разработка кранов общего назначения и многих уникальных грузоподъемных машин. Разработал метод расчёта крюков грузоподъёмных машин как бруса большой кривизны со сложной формой сечения, что позволило определить форму этого сечения и создать крюки повышенной надежности и минимальной массы. Эта работа легла в основу созданных впоследствии Государственных общесоюзных стандартов на крюки.
C 1 октября 1929 года читал курс «Подъёмные системы» в Московском химико-технологическом институте им. Д. И. Менделеева.

## Признание
- Заслуженный деятель науки и техники РСФСР (1941 год).